# Заборола

Схема розміщення гурдиції на кам'яній стіні.
Автор Качор І. В.

Заборола (від слова «боронити»), також гурдиції — щити з дерева або з каменю, встановлені на мурах фортеці для захисту її оборонців від ворога. Спочатку, заборола — стіни на валах староукраїнських городищ із паль, густо повбиваних у землю, а пізніше — з дерев'яних зрубів пообкидуваних землею. Це дерев'яні бойові галереї, криті двосхилим дахом, що опиралися на центральні кліті, які здіймалися на всю висоту валу. Представляють собою бойові майданчики з дерев'яними брустверами та щілинами для стрільби з лука. Про такі заборола літопис від 1097 року пише: 

|  | «Мстиславу же хотящо стрЂлити» внезапу ударен бысть под пазуху стрЂлою, на заборолЂх сквозЂ дску скважнею». |

Інше письмове свідчення:

|  | «Данило поробив тут (у Холмі) міцні укріплення: були стіни „з заборолами“, правдоподібно — дерев'яні, і на них стояли „пороки[прим. 1] і самостріли“ машини до стріляння».[6][4] |

## Опис
Заборола розміщені на верхньому краю оборонної споруди або валу і виходять за межі стіни, нависаючи з напільного боку. У них були стрільниці та отвори в підлозі. Коли ворог наближався впритул до валу, він ставав недосяжним для стріл, і лучникові доводилося висуввтися із заборол, щоб поцілити, і навіть нахилятися додолу, що було небезпечно. Тому отвори в підлозі використовували для вертикальної оборони валу, наприклад, щоб лити на голови ворогів окріп або смолу, кидати каміння у ворогів, які облягали споруду біля основи, які облягали біля основи будівлі.
Для підвищення вогнестійкості проти підпалів дерев'яні стіни галерей були обмазані глиною. Заборола проходили вздовж усієї верхньої частини валу і захисники міста (лучники, метальники каміння) міста могли вільно пересуватися від одного вузла оборони до іншого під час облоги. З боку міста вали як правило не засипали землею, а кліті не заповнювали ґрунтом. Дерев'яні конструкції залишалися відкритими, утворюючи тераси. Порожні кліті з боку міста могли використовуватися як складські приміщення, а для переходу з рівня на рівень валу можна було використовувати сходи або драбини. Боєприпаси та продукти харчуввння на заборола доставляли пандусом — пологим підйомом. З заборол також скидували великі колоди, які котилися назустріч нападникам, що піднімалися на вали.
Отвори для зброї в зовнішніх стінах дерев'яних замків України XV–XVI століття називались «подсябиття» (біл. падсябіцце; від сполучення «під себе бити»). 
Заборола, або гурдиції (пол. hurdycja, від нім. Hurde) — елемент верхніх ярусів середньовічних фортифікацій у вигляді переважно критого дахом дерев'яного ґанку (іноді у вигляді зрубу-ізбиці), що виступав на консолях, балках за зовнішню лінію оборонного муру, вежі. У її фасадній стіні розміщувались бійниці для обстрілу простору перед оборонним муром, а отвори у підлозі призначались для вертикального обстрілу основи муру, лиття на ворогів гарячої смоли, окропу, кидання каміння. Гурдиції неможливо було атакувати звичними штурмовими драбинами. З XIV ст. у мурованих фортифікацій їх замінили машикулями.

## Галерея

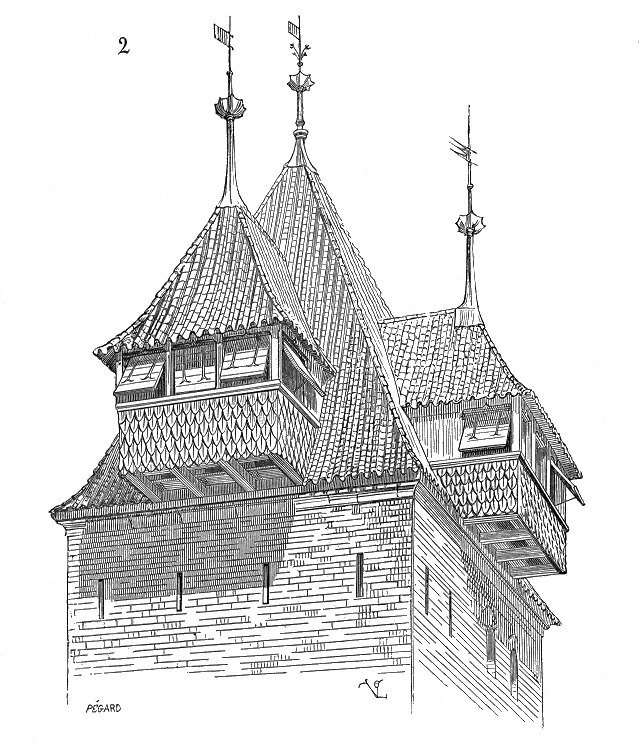
Завершення вежі у Страсбурзі по типу гурдиції. Автор Віоллет-ле-Дюк
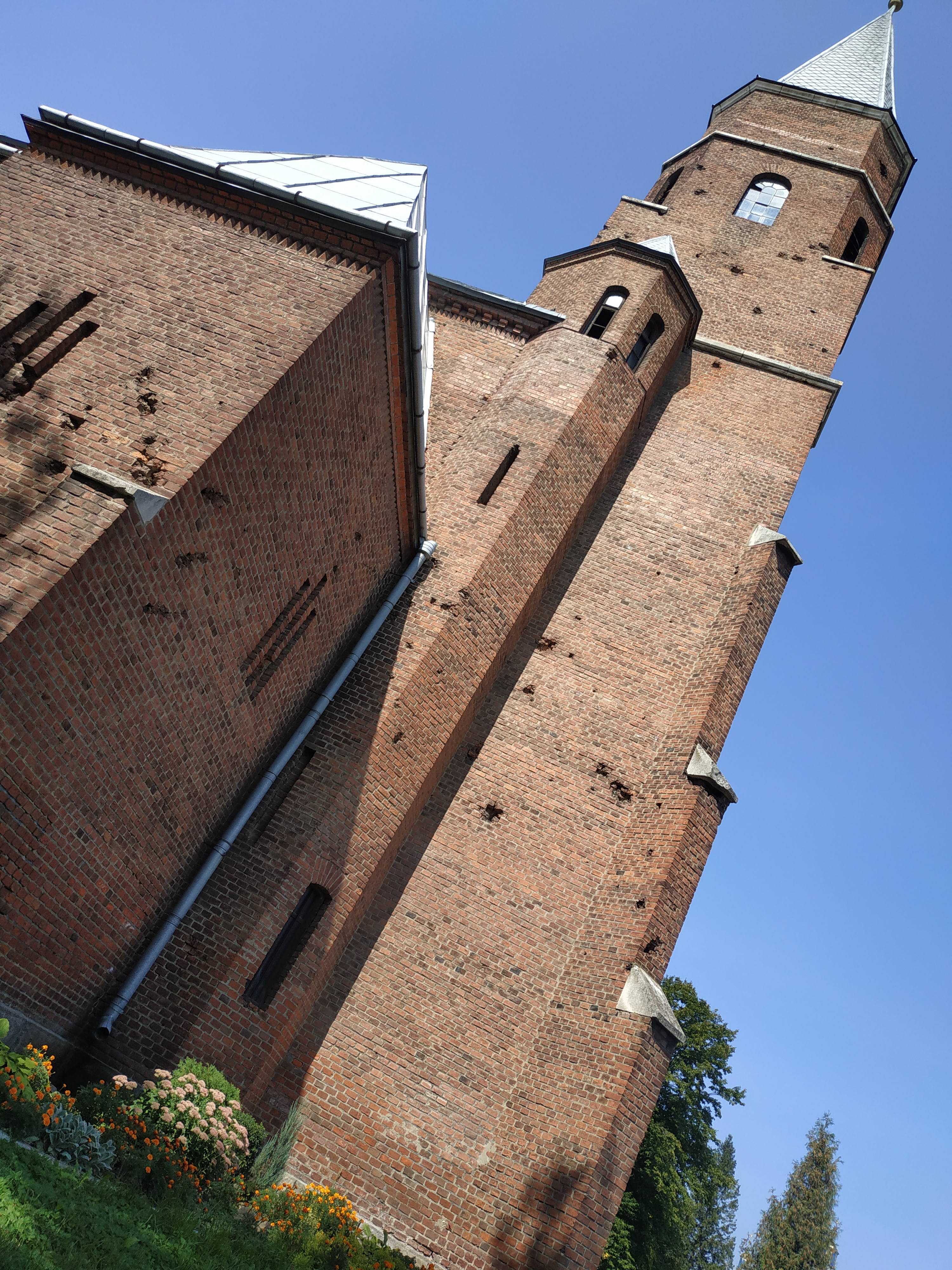
Завершення верхнього ярусу вежі по типу гурдиції
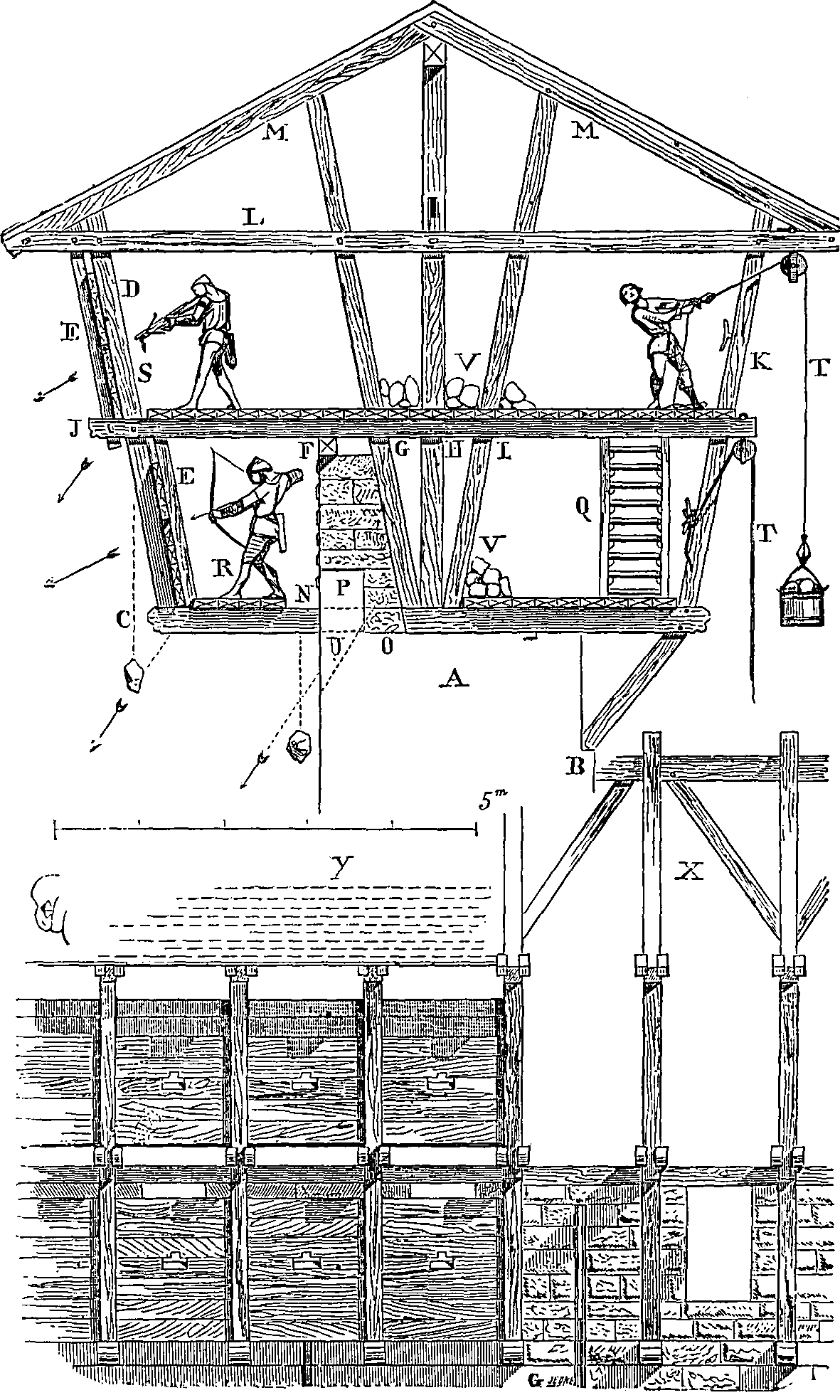
Схеми використання гурдицій у замках Франції
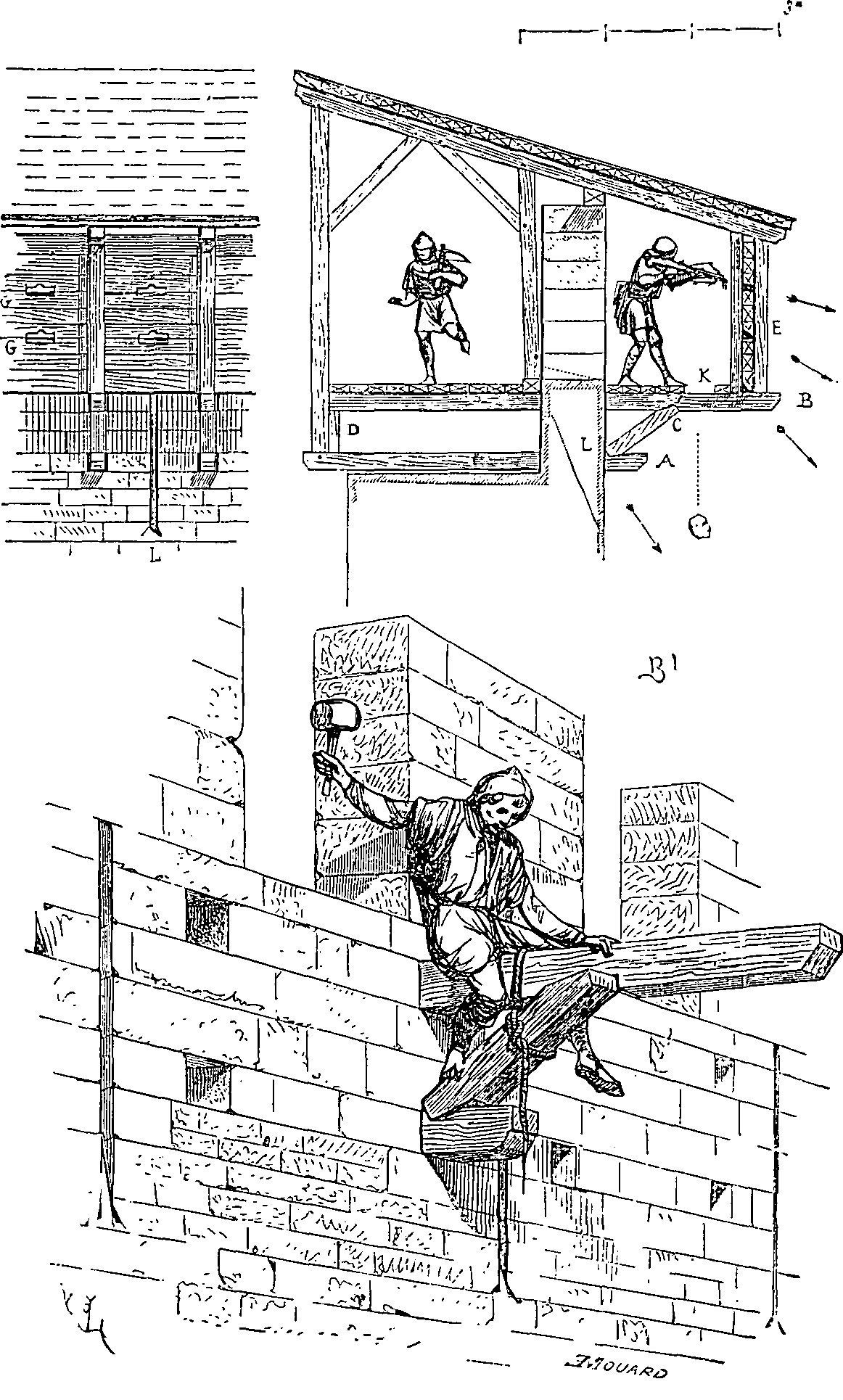
Міцні риштування, виготовлені з дощок, з'єднаних стрижнем, на вершині вежі або стіни. (малюнок взято з книги «La cité de Carcassonne» Ежена Віолле-ле-Дюка)
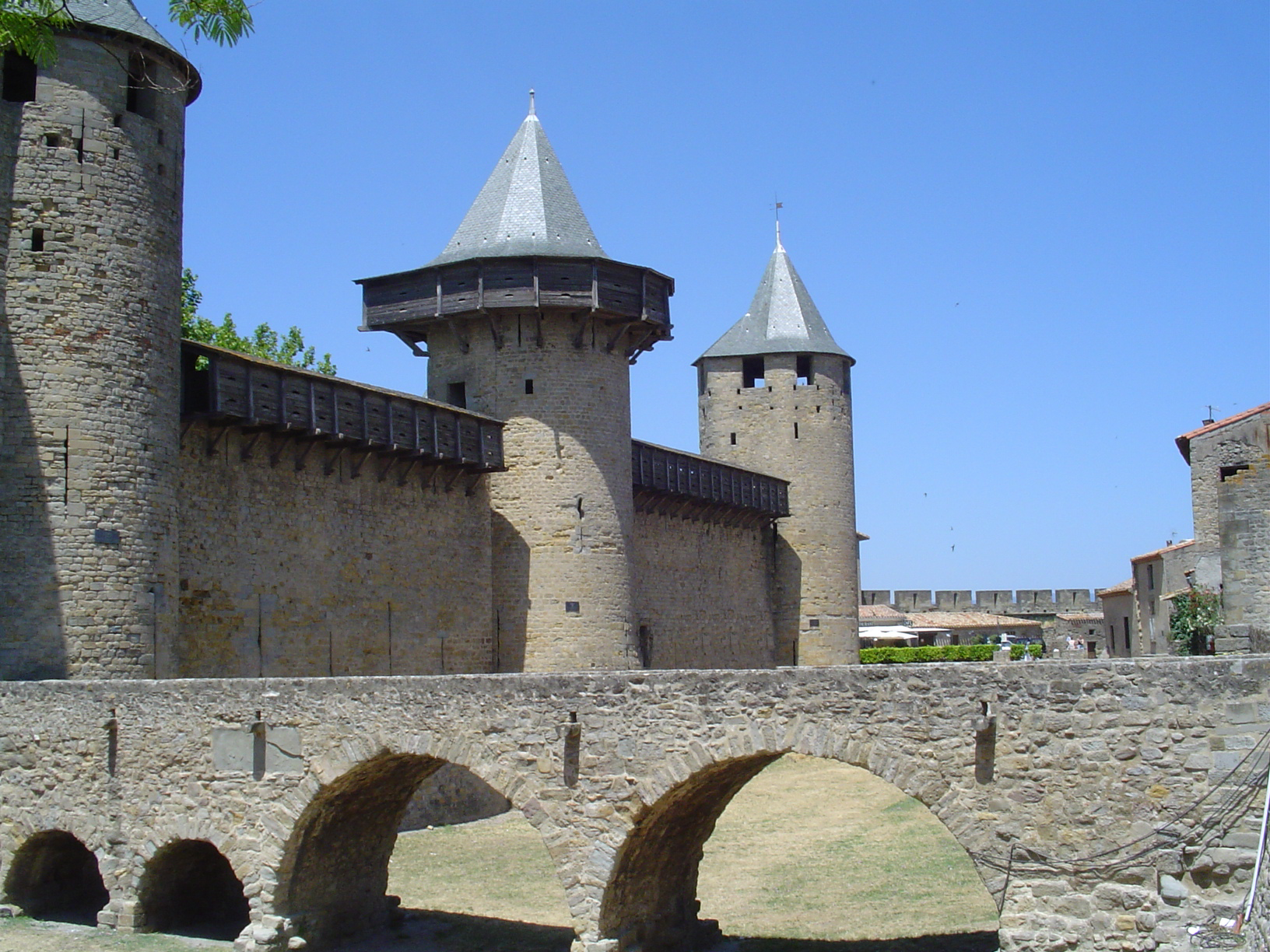
Заборола на кам'яних мурах і на вежі в Каркассоні
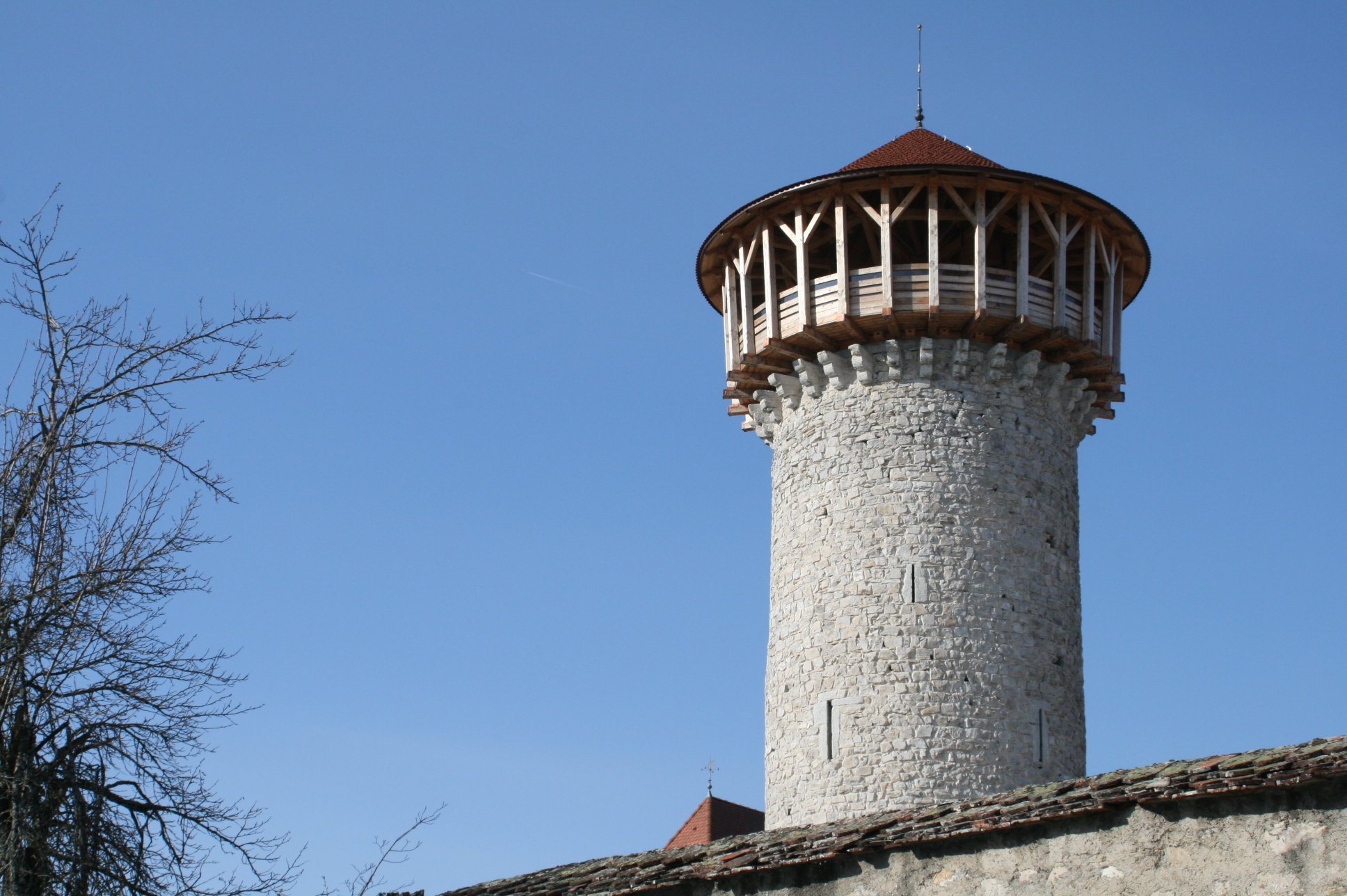
Фортеця Фаверж (фр. Château de Faverges) XII століття, відреставрована у 2006–2007 роках в муніципалітеті Фаверж-Сейтене, Франція. На її донжоні розміщені заборола.

### Деталізація джерел
1. 1 2 3 4 5 6 7 8 9  Липа К. Під захистом мурів. — К.: Наш час, 2007. — 184 с. — (Сер. «Невідома Україна») ISBN 978-966-8174-84-1 ISBN 966-8174-12-7 (серія) (стор.: 25-26, 29)
2. ↑  Великий тлумачний словник сучасної української мови (з дод. і допов.) / Уклад. і голов. ред. В.Т. Бусел. — К.; Ірпінь: ВТФ «Перун», 2005. — 1728 с. ISBN 966-569-013-2 (стор.: 376) Доступ
3. ↑  Забороло // Словник української мови : в 11 т. — Київ : Наукова думка, 1970—1980.
4. 1 2  Заборола [Архівовано 4 травня 2021 у Wayback Machine.] // Українська мала енциклопедія : 16 кн. : у 8 т. / проф. Є. Онацький. — Накладом Адміністратури УАПЦ в Аргентині. — Буенос-Айрес, 1959. — Т. 2, кн. 4 : Літери Ж — Й. — С. 453. — 1000 екз.
5. ↑  9.12. Архітектура: дерев'яна і кам'яна (Ю.С. Асєєв, В.О. Харламов) / Історія української культури. У 5 т. / за ред. Ю.С. Асеєва. Київ: Наукова думка, 2001. Т. 1.
6. ↑  Михайло Грушевський Історія України-Руси: В 11 т., 12 кн. / Редкол.: П.С. Сохань (голова) та ін. — Київ: Наукова думка, 1992. — . —  (Пам'ятки історичної думки України). — ISBN 5-12-002468-8. 
Т.2. — 1992 — 640с. ISBN 5-12-002470-X (стор.: 382)
7. ↑  Подсябиття // Українська мала енциклопедія : 16 кн. : у 8 т. / проф. Є. Онацький. — Накладом Адміністратури УАПЦ в Аргентині. — Буенос-Айрес, 1963. — Т. 6, кн. XI : Літери Пере — По. — С. 1410. — 1000 екз.